# Nashville (Georgia)
Nashville település az Amerikai Egyesült Államok Georgia államában, Berrien megyében, melynek megyeszékhelye is. Lakosainak száma 4947 fő (2020. április 1.).

## Népesség
A település népességének változása:

| 2010 | 4 939 |
| 2020 | 4 947 |